# DFS 230

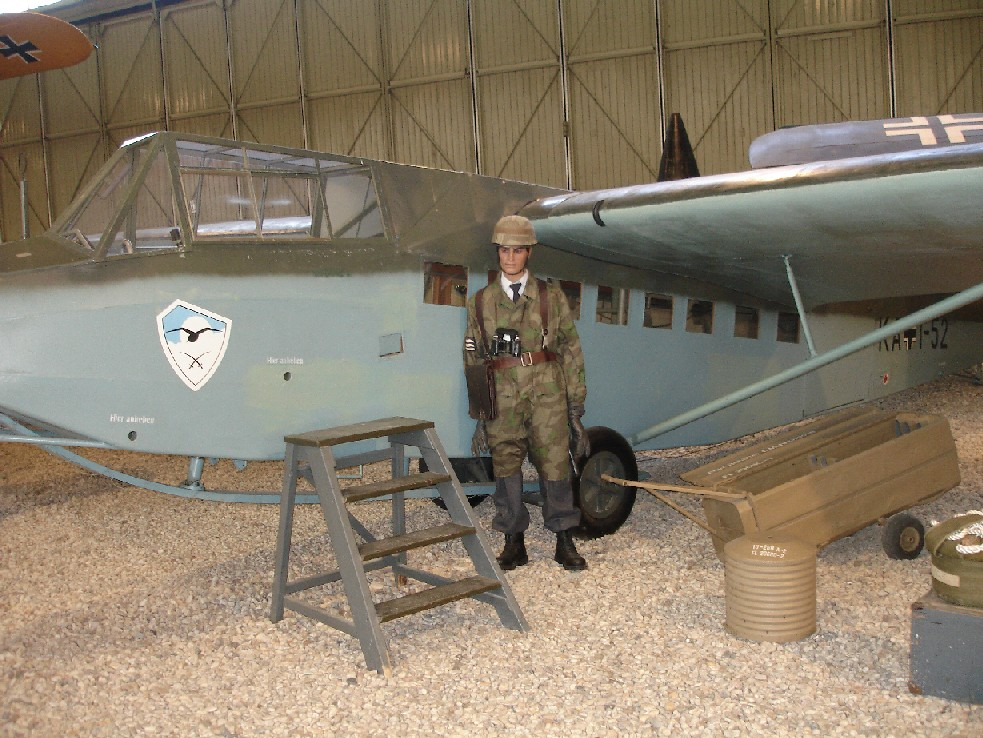
DFS 230-A tại Luftwaffenmuseum der Bundeswehr

DFS 230 là một loại tàu lượn vận tải quân sự của Đức, trang bị cho Luftwaffe trong Chiến tranh thế giới II. Nó được Deutsche Forschungsanstalt für Segelflug (DFS) phát triển vào năm 1933, do Hans Jacobs làm đội trưởng.

## Biến thể
DFS 230 A-1
DFS 230 A-2
DFS 230 B-1
DFS 230 B-2
DFS 230 C-1
DFS 230 D-1
DFS 230 F-1

## Tính năng kỹ chiến thuật (DFS 230 B-1)
Dữ liệu lấy từ Aircraft of the Third Reich, German Aircraft of the Second World War
Đặc tính tổng quan
- Kíp lái: 1
- Sức chứa: 9 lính + 270 kg
- Chiều dài: 11,24 m (36 ft 11 in)
- Sải cánh: 21,98 m (72 ft 1 in)
- Chiều cao: 2,74 m (9 ft 0 in)
- Diện tích cánh: 41,3 m2 (445 foot vuông)
- Trọng lượng rỗng: 860 kg (1.896 lb)
- Trọng lượng có tải: 2,040 kg (4 lb)
- Trọng lượng cất cánh tối đa: 2,100 kg (5 lb)

Hiệu suất bay
- Tốc độ không vượt quá: 290 km/h (180 mph; 157 kn)
- Vận tốc kéo tối đa: 209 km/h (130 mph)

DFS 230

- Vận tốc kéo thông thường: 180 km/h (112 mph)
- Hệ số bay lướt dài cực đại: 1:11 (empty), 1:18 (fully loaded)

Vũ khí trang bị

- Súng:
- 1 x súng máy MG 15 7,92 mm (0,312 in)
- 2 x súng máy MG 34 7,92 mm